# Veertien Mie (pallacanestro)
Il Veertien Mie (ヴィアティン三重) è una società cestistica avente sede a Yokkaichi, in Giappone. Fondata nel 2020, gioca in B.League.

## Storia
Il Veertien Mie è una squadra di pallacanestro giapponese fondata a Yokkaichi nel 2020. Attualmente gioca in B3 League, la terza serie del campionato giapponese di pallacanestro.